# کی‌ال-وان
کی‌ال-وان (KL-ONE) سامانه‌ای‌ست از نوع شبکه‌های معنایی که به منظور نمایش دانش ایجاد شده است.